# 보험계리학
보험계리학(actuarial science)은 보험, 연금, 금융, 투자 및 기타 산업과 직업의 리스크를 평가하기 위해 수학적, 통계적 방법을 적용하는 학문이다. 보다 일반적으로 보험계리사는 불확실성과 기대 수명 문제를 모델링하기 위해 엄격한 수학을 적용한다.
보험계리사는 이 분야에 대한 훈련을 받은 전문가이다. 많은 국가에서 보험계리사는 확률 및 예측 분석과 같은 분야에 초점을 맞춘 일련의 엄격한 전문 시험을 통과하여 자신의 역량을 입증해야 한다.
보험계리 과학에는 수학, 확률 이론, 통계, 금융, 경제, 재무회계, 컴퓨터 과학 등 상호 관련된 여러 과목이 포함된다. 역사적으로 보험계리 과학은 테이블과 보험료 구성에 결정론적 모델을 사용했다. 1980년대 이후 고속 컴퓨터의 확산과 확률론적 보험계리 모델과 현대 금융이론의 결합으로 과학은 혁명적인 변화를 겪었다.
많은 대학에는 보험계리학 학사 및 대학원 학위 프로그램이 있다. 2010년에 구직 웹사이트 커리어캐스트(CareerCast)가 발표한 연구에서는 보험계리사를 미국 내 1위 직업으로 선정했다. 이 연구에서는 직업 순위를 매기는 데 환경, 소득, 고용 전망, 신체적 요구, 스트레스 등 5가지 주요 기준을 사용했다. 2023년 U.S. 뉴스 & 월드 리포트는 보험계리사를 비즈니스 부문에서 8번째로 좋은 직업, STEM에서 13번째로 좋은 직업으로 선정했다.

## 같이 보기
- 흑고니 이론
- 데이터 마이닝